# منصورة العلياء (حسيني)
منصورة العلياء (بالفارسية: منصوره علیا) هي منطقة سكنية تقع في إيران في قسم حسيني الريفي. يقدر عدد سكانها بـ 3,189 نسمة .